# Narrative Exegese
Narrative Exegese ist eine neuere Methode der biblischen Exegese, die besonders im englischsprachigen Raum verbreitet ist und seit etwa zwanzig Jahren zunehmend auch in der deutschen Bibelwissenschaft aufgenommen wird. Die narrative Exegese gründet sich auf die Beobachtung, dass viele Abschnitte der Bibel Erzähltexte sind: zum Beispiel die vier Evangelien, die Apostelgeschichte des Lukas oder die Erzählungen über die Erzeltern, Mose, Samuel oder die Könige Israels. Daher wendet die Bibelexegese Modelle und Methoden aus der literaturwissenschaftlichen Erzähltheorie auf die Bibel an. Sie beruht insbesondere auf der Theorie des New Criticism und des Close Reading, betont aber auch, dass der Leser an der Entstehung des Textsinns beteiligt ist (vgl. Rezeptionsästhetik).

## Methode
Die narrative Exegese ist anders als die historisch-kritische Methode nicht an der Entstehungsgeschichte der biblischen Erzähltexte interessiert, sondern an der Analyse ihrer vorliegenden Gestalt. Dazu dienen beispielsweise folgende Fragestellungen, die nach James Lynn Resseguie und Schimon Bar-Efrat für das Verständnis ihrer Struktur wesentlich sind:
Der Erzähler
- 1. Aus welcher Perspektive wird der Text erzählt?
- 2. Wie erscheint der Erzähler: als allwissend, offenkundig oder verborgen?

Rhetorik
- 1. Gibt es Wiederholungen von Schlüsselwörtern, Sätzen, Themen, Mustern, Situationen oder Handlungen?
- 2. Gibt es ähnliche Verben (Wortfelder), die auf ein bestimmtes Thema hindeuten?
- 3. Was tragen Stilfiguren (Parallelismus, Antithese, Inklusion, Chiasmus, rhetorische Frage) zur Erzählung bei?
- 4. Wie ist der Textabschnitt strukturiert? Gibt es Inklusionen, Änderungen bei den Figuren oder den Handlungen, oder andere Änderungen, die Szenen voneinander abgrenzen?
- 5. Wie beginnt die Erzählung? Wie endet sie?
- 6. Welche Bilder, Symbole, Gegensätze, Vergleiche oder Metaphern sind im Text zu finden? Weisen sie auf ein bestimmtes Thema hin? In welcher Weise tragen sie zur Charakterisierung der Figuren und zum Handlungsablauf bei?
- 7. Wenn im Text ein Missverständnis geschildert wird: In welcher Weise trägt es zum Thema der Erzählung bei?
- 8. Wird bei einer Rede oder Handlung Ironie verwendet? Wie drückt die Ironie einen bestimmten Standpunkt aus?
- 9. Werden allgemeine oder alltägliche Standpunkte durch die rhetorischen Mittel verfremdet?

Setting
- 1. Welches geografische oder topografische Setting ist zu beobachten? Sind die Begriffe symbolisch gemeint? Soll das Umfeld an wichtige Ereignisse in Israels Geschichte erinnern?
- 2. Wird die Erzählung in eine bestimmte soziale, kulturelle, religiöse oder politische Situation eingezeichnet?
- 3. Werden „Requisiten“ verwendet? In welcher Weise dienen sie dazu, den Handlungsablauf voranzubringen, die Charakterisierung der Figuren zu entwickeln oder einen Standpunkt zu beschreiben?
- 4. Welches zeitliche Umfeld wird jeweils geschildert? Was ist dessen symbolische Bedeutung in der Erzählung? (Beispiel: Nikodemus kommt zu Jesus Christus „bei Nacht“.)

Charakterisierung der Figuren
- 1. Was sprechen die Figuren? Was sind ihre ersten Worte? Kommt in ihrer Rede eine bestimmte Stimmung oder Haltung zum Ausdruck?
- 2. Was sind die Handlungen der Figuren?
- 3. Wie beeinflussen die Rahmenbedingungen unser Verständnis der Figuren?
- 4. Was sagen andere Charaktere über die Figur? Welche Titel und beschreibenden Sätze verwenden sie?
- 5. Welche Züge trägt die Figur? Ist der Charakter „rund“ oder „flach“ (also weniger komplex)? Entwickelt sich die Figur oder bleiben ihre Eigenschaften über die gesamte Erzählungen dieselben? Wenn sich der Charakter weiterentwickelt: Was trägt zu seiner oder ihrer Entwicklung bei? In welcher Weise ist der Charakter am Ende anders?
- 6. Gibt die Wandlung eines Charakters einen Schlüssel, um den Handlungsverlauf oder den Hauptpunkt der Erzählung zu erschließen?
- 7. Dient ein Charakter als Folie, um die Züge eines anderen Charakters zu erhellen oder zu kontrastieren?
- 8. Was sagt der Erzähler über eine Figur? Welche Kommentare und Bemerkungen werden vom Erzähler gemacht? In welcher Weise gibt der Erzähler eine Innensicht dessen, was die Figur denkt, fühlt oder glaubt? Wird die Weltsicht einer Figur bekannt gemacht? Bestätigt es die allgemeine Weltsicht der Erzählung oder steht sie ihr entgegen?

Point of View
- 1. Was ist der wertende oder ideologische Standpunkt der Erzählung?
- 2. Gibt der Erzähler bestimmte Hinweise, welche den Standpunkt einer Figur deutlich machen?
- 3. Welche Innensichten der Gedanken, Gefühle und Motive einer Figur werden geschildert (psychologischer Standpunkt)?
- 4. Kommt ein Standpunkt zum Ausdruck durch das, was eine Figur sagt oder tut? Wie verhält sich dieser Standpunkt zum übergreifenden ideologischen Standpunkt der Erzählung?

Plot
- 1. Welche Konflikte treten in der Erzählung auf? Gibt es Konflikte mit der Natur, mit der Transzendenz oder mit Menschen? Oder hat die Figur interne Konflikte zu bewältigen?
- 2. Steht der Charakter einem Problem gegenüber? Wie löst die Figur dieses Problem?
- 3. Wenn der Handlungsverlauf „u“-förmig ist („Komödie“): Was ist die erste Handlung oder Krise, mit der die Abwärtsbewegung beginnt? Was ist der Anlass, der den fallenden Handlungsverlauf dann wieder in eine steigende Handlung umkehrt? Gibt es eine Erkenntnisszene? Worin besteht die Auflösung der Krise? (Beispiel: Die Evangelien sind in diesem Sinn eine „Komödie“, weil Jesus aufersteht; einige Exegeten ordnen das Evangelium nach Markus eher als „Tragödie“ ein.)
- 4. Wenn der Handlungsverlauf einem umgekehrten „u“ folgt („Tragödie“): Was ist dann die fatale Schwäche/Sünde der Figur, die zu der Abwärtsbewegung führt? Oder welche Umstände tragen zu der Katastrophe bei? Gibt es eine Erkenntnisszene? Wenn nicht: Was hätte die Figur erkennen sollen, aber hat sie nicht erkannt?
- 5. Wenn der Handlungsverlauf auf eine bestimmte Erkenntnis zuläuft, welche wichtige Entdeckung macht die Figur? In welcher Weise ändert diese Entdeckung den Standpunkt der Figur? In welcher Weise wird die Realität anders gesehen?
- 6. Was ist das Hauptthema der Erzählung? Präsentiert sie einen neuen Standpunkt, eine Änderung im Verhalten, oder eine Entdeckung von etwas Wichtigem, das vorher nicht gesehen wurde?

Der Leser
- 1. Welche Erwartungen werden im (impliziten) Leser geweckt, und wie werden sie im Fortgang der Erzählung erfüllt oder zunichtegemacht?
- 2. Welcher neue, fremdartige Standpunkt resultiert aus der Erfüllung oder dem Umsturz von Erwartungen?
- 3. Welchen neuen Standpunkt will der Erzähler den Leser annehmen lassen? Wie soll der Leser die Realität anders sehen?